# Journal of Biomedical Optics
Das Journal of Biomedical Optics (Kurzbezeichnung nach ISO 4: J. Biomed. Opt., oft auch als JBO abgekürzt) ist eine monatlich erscheinende Fachzeitschrift mit Peer-Review, deren wesentlicher Themenbereich im Einsatz von optischen Technologien in biomedizinischer Forschung, Diagnostik und Therapie liegt. Dazu zählen beispielsweise Laseranwendungen, optische Biosensoren, Endoskopie und Mikroskopie. Wissenschaftlicher Herausgeber (Editor-in-Chief) des Journals ist Lihong V. Wang vom California Institute of Technology (USA).
Seit 2011 erscheint JBO monatlich, zuvor war seit der Gründung 1996 alle zwei Monate eine Ausgabe erschienen.
Die Zeitschrift ist gelistet in MEDLINE, PubMed, Science Citation Index, Scopus, Current Contents - Life Sciences, Current Contents - Engineering, Computing & Technology, Inspec, Ei Compendex, Astrophysics Data System und Embase. Mit einem Impact Factor von 2,556 für das Jahr 2015 nimmt sie in der Statistik der Journal Citation Reports (JCR) Platz 21 unter 90 Journalen im Themenbereich Optik und Platz 34 von 77 im Bereich Biochemische Forschungsmethoden ein.